# Adoretus bilobatus
Adoretus bilobatus är en skalbaggsart som beskrevs av Lin 1974. Adoretus bilobatus ingår i släktet Adoretus och familjen Rutelidae. Inga underarter finns listade i Catalogue of Life.